# Eugenysa unicolor
Eugenysa unicolor es una especie de insecto coleóptero de la familia Chrysomelidae.
Fue descrita científicamente en 1997 por Borowiec & Dabrowska.